# Westbound
Westbound is een Amerikaanse western uit 1959 onder regie van Budd Boetticher.

## Verhaal
Tijdens de Amerikaanse Burgeroorlog moet kapitein John Hayes een lading goud van Californië naar de banken van de Unie brengen. Onderweg heeft hij een aanvaring met een buitengewoon vijandige officier uit de Confederatie.